# Ossas-Suhare
Pour les articles homonymes, voir Ossas et Suhare.
Ossas-Suhare (en basque: Ozaze-Zühara) est une commune française située dans le département des Pyrénées-Atlantiques, en région Nouvelle-Aquitaine.
Le gentilé est Ozaztar.

## Géographie

### Localisation
La commune d'Ossas-Suhare se trouve dans le département des Pyrénées-Atlantiques, en région Nouvelle-Aquitaine.
Elle se situe à 66 km par la route de Pau, préfecture du département, à 33 km d'Oloron-Sainte-Marie, sous-préfecture, et à 11 km de Mauléon-Licharre, bureau centralisateur du canton de Montagne Basque dont dépend la commune depuis 2015 pour les élections départementales.
La commune fait en outre partie du bassin de vie de Mauléon-Licharre.
Les communes les plus proches sont : 
Sauguis-Saint-Étienne (1,3 km), Trois-Villes (1,4 km), Menditte (2,6 km), Alos-Sibas-Abense (2,6 km), Camou-Cihigue (3,0 km), Tardets-Sorholus (3,5 km), Aussurucq (3,6 km), Idaux-Mendy (5,0 km).
Sur le plan historique et culturel, Ossas-Suhare fait partie de la province de la Soule, un des sept territoires composant le Pays basque,. La Basse-Navarre en est la province la plus variée en ce qui concerne son patrimoine, mais aussi la plus complexe du fait de son morcellement géographique. Depuis 1999, l'Académie de la langue basque ou Euskalzaindia divise le territoire du Labourd en six zones,. La Soule, traversée par la vallée du Saison, est restée repliée sur ses traditions (mascarades, pastorales, chasse à la palombe, etc). Elle se divise en Haute-Soule, Basse-Soule et Arbaille, dont fait partie la commune.

### Communes limitrophes
Les communes limitrophes sont  Alos-Sibas-Abense, Aussurucq, Camou-Cihigue, Idaux-Mendy, Menditte, Sauguis-Saint-Étienne et Trois-Villes.
| Idaux-Mendy | Menditte      | Sauguis-Saint-Étienne |
| Aussurucq   | Ossas-Suhare  | Trois-Villes          |
|             | Camou-Cihigue | Alos-Sibas-Abense     |

### Hydrographie

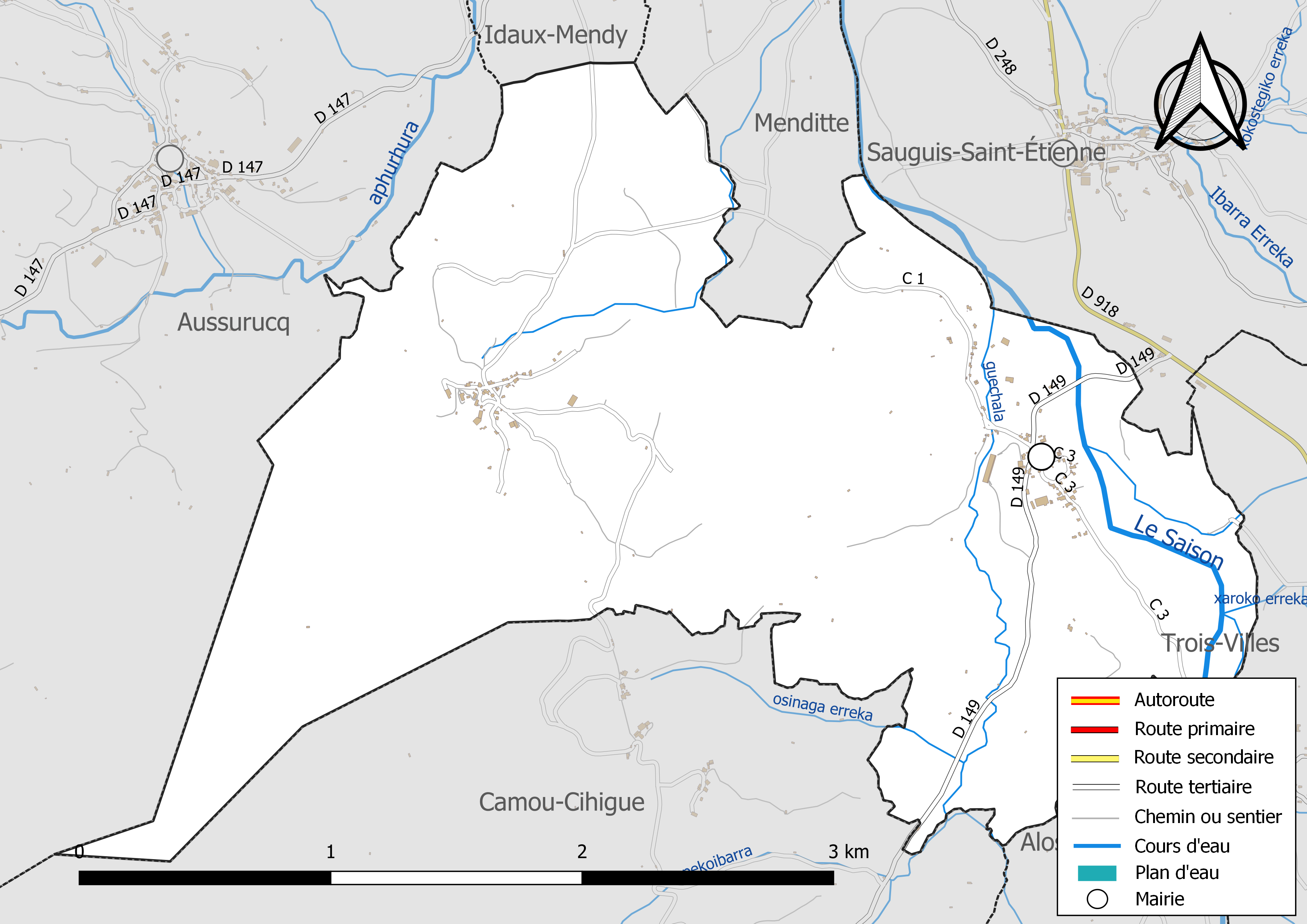
Réseaux hydrographique et routier d'Ossas-Suhare.

La commune est drainée par le Saison, l'Apouhoura, Charoko erreka, Ossinague erreka, le ruisseau Guéchala, et par divers petits cours d'eau, constituant un réseau hydrographique de 7 km de longueur totale,.
Le Saison, d'une longueur totale de 72,2 km, prend sa source dans la commune de Larrau et s'écoule du sud vers le nord. Il traverse la commune et se jette dans le gave d'Oloron à Autevielle-Saint-Martin-Bideren, après avoir traversé 31 communes.
L'Apouhoura, d'une longueur totale de 10,7 km, prend sa source dans la commune d'Aussurucq et s'écoule du sud vers le nord. Il traverse la commune et se jette dans le Saison à Idaux-Mendy, après avoir traversé 3 communes.

### Climat
Pour des articles plus généraux, voir Climat de la Nouvelle-Aquitaine et Climat des Pyrénées-Atlantiques.
Historiquement, la commune est exposée à un micro climat océanique basque.  
En 2020, Météo-France publie une typologie des climats de la France métropolitaine dans laquelle la commune est exposée à un climat de montagne et est dans la région climatique Pyrénées atlantiques, caractérisée par une pluviométrie élevée (>1 200 mm/an) en toutes saisons, des hivers très doux (7,5 °C en plaine) et des vents faibles.
Pour la période 1971-2000, la température annuelle moyenne est de 13,3 °C, avec une amplitude thermique annuelle de 13,2 °C. Le cumul annuel moyen de précipitations est de 1 435 mm, avec 12,3 jours de précipitations en janvier et 8,8 jours en juillet. Pour la période 1991-2020, la température moyenne annuelle observée sur la station météorologique la plus proche, située sur la commune de Licq-Athérey à 8 km à vol d'oiseau, est de 13,1 °C et le cumul annuel moyen de précipitations est de 1 528,1 mm,. Pour l'avenir, les paramètres climatiques de la commune estimés pour 2050 selon différents scénarios d’émission de gaz à effet de serre sont consultables sur un site dédié publié par Météo-France en novembre 2022.

### Milieux naturels et biodiversité

#### Réseau Natura 2000
Le réseau Natura 2000 est un réseau écologique européen de sites naturels d'intérêt écologique élaboré à partir des Directives « Habitats » et « Oiseaux », constitué de zones spéciales de conservation (ZSC) et de zones de protection spéciale (ZPS).
Deux sites Natura 2000 ont été définis sur la commune au titre de la « directive Habitats », : 
- « le Saison (cours d'eau) », d'une superficie de 2 200 ha, un cours d'eau de très bonne qualité à salmonidés[25] ;
- le « massif des Arbailles », d'une superficie de 12 784 ha, présentant une flore très diversifiée marquée par une nette influence atlantique et montagnarde. Cependant, les versants exposés au Sud Sud-Est et Est abritent une flore thermophile remarquable[26] ;

et une au titre de la « directive Oiseaux », : 
- la « Haute Soule : forêt des Arbailles », d'une superficie de 7 114 ha, présentant une grande diversité de milieux à des altitudes moyennes fournissant gîte et couvert pour la faune ornithologique pyrénéenne[27].

#### Zones naturelles d'intérêt écologique, faunistique et floristique
L’inventaire des zones naturelles d'intérêt écologique, faunistique et floristique (ZNIEFF) a pour objectif de réaliser une couverture des zones les plus intéressantes sur le plan écologique, essentiellement dans la perspective d’améliorer la connaissance du patrimoine naturel national et de fournir aux différents décideurs un outil d’aide à la prise en compte de l’environnement dans l’aménagement du territoire. Deux ZNIEFF de type 1 sont recensées sur la commune, : les « bordures méridionale et orientale de la forêt des Arbailles » (2 763,19 ha), couvrant 4 communes du département et la « forêt des Arbailles » (6 283,64 ha), couvrant 9 communes du département
et deux ZNIEFF de type 2,, : 
- le « massif des Arbailles » (14 782,04 ha), couvrant 13 communes du département[31] ;
- le « réseau hydrographique du gave d'Oloron et de ses affluents » (6 885,32 ha), couvrant 114 communes dont 2 dans les Landes et 112 dans les Pyrénées-Atlantiques[32].

## Urbanisme

### Typologie
Au 1er janvier 2024, Ossas-Suhare est catégorisée commune rurale à habitat très dispersé, selon la nouvelle grille communale de densité à sept niveaux définie par l'Insee en 2022.
Elle est située hors unité urbaine et hors attraction des villes,.

### Occupation des sols

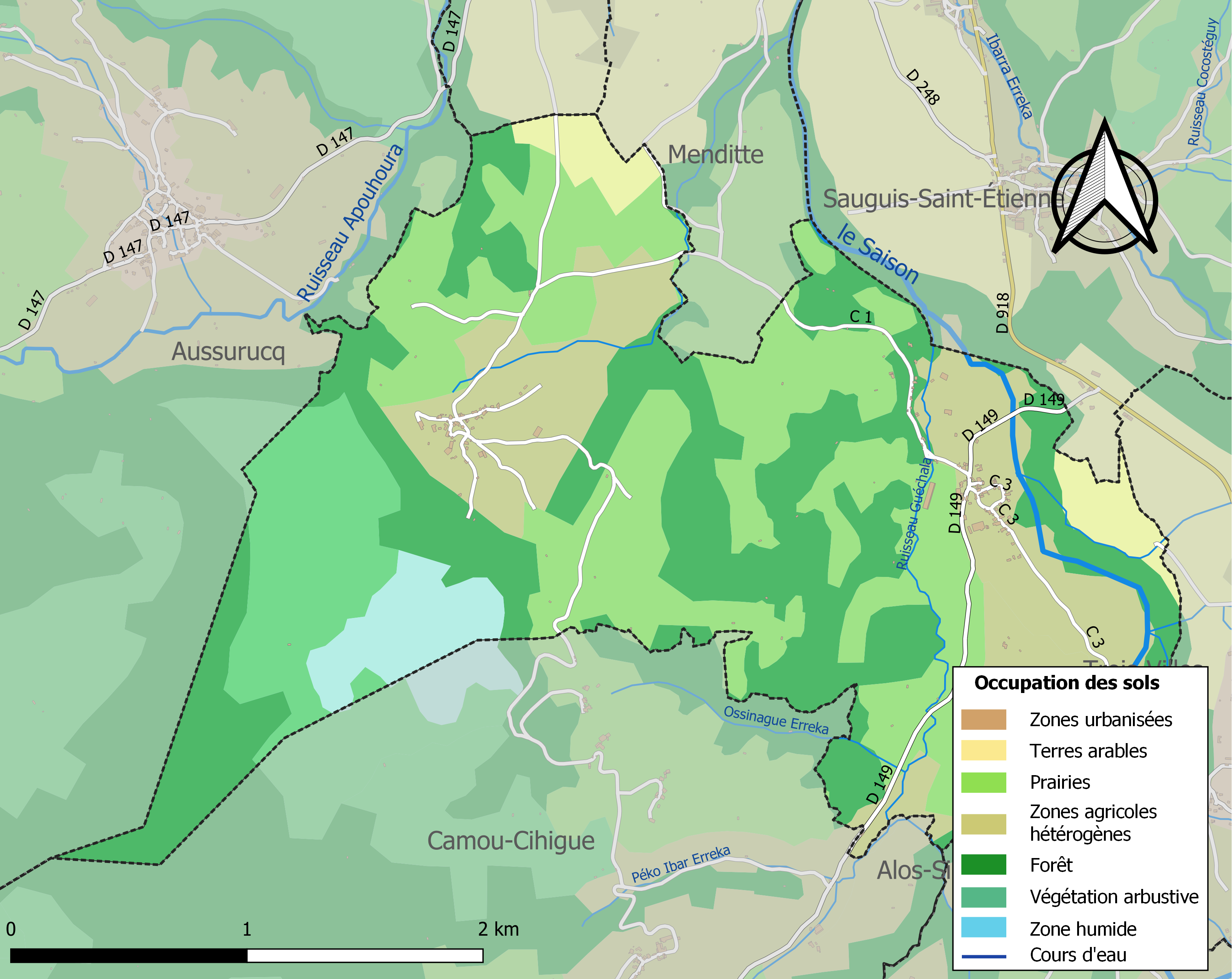
Carte des infrastructures et de l'occupation des sols de la commune en 2018 (CLC).

L'occupation des sols de la commune, telle qu'elle ressort de la base de données européenne d’occupation biophysique des sols Corine Land Cover (CLC), est marquée par l'importance des territoires agricoles (55,1 % en 2018), une proportion identique à celle de 1990 (55,1 %). La répartition détaillée en 2018 est la suivante : 
forêts (31,7 %), prairies (29,7 %), zones agricoles hétérogènes (22,1 %), milieux à végétation arbustive et/ou herbacée (9,2 %), espaces ouverts, sans ou avec peu de végétation (4 %), terres arables (3,3 %). L'évolution de l’occupation des sols de la commune et de ses infrastructures peut être observée sur les différentes représentations cartographiques du territoire : la carte de Cassini (XVIIIe siècle), la carte d'état-major (1820-1866) et les cartes ou photos aériennes de l'IGN pour la période actuelle (1950 à aujourd'hui).

### Lieux-dits et hameaux
Trois quartiers composent la commune d'Ossas-Suhare :

#### Ossas
- Plaza ;
- Aria.

#### Suhare
- Zühara (Suhare en français).

### Risques majeurs
Le territoire de la commune d'Ossas-Suhare est vulnérable à différents aléas naturels : météorologiques (tempête, orage, neige, grand froid, canicule ou sécheresse), inondations, feux de forêts, mouvements de terrains et séisme (sismicité moyenne). Il est également exposé à deux risques technologiques,  le transport de matières dangereuses et la rupture d'un barrage. Un site publié par le BRGM permet d'évaluer simplement et rapidement les risques d'un bien localisé soit par son adresse soit par le numéro de sa parcelle.

#### Risques naturels
Certaines parties du territoire communal sont susceptibles d’être affectées par le risque d’inondation par une crue torrentielle ou à montée rapide de cours d'eau, notamment le Saison et l'Aphurhura. La commune a été reconnue en état de catastrophe naturelle au titre des dommages causés par les inondations et coulées de boue survenues en 1982, 1983, 2009 et 2014,.
Ossas-Suhare est exposée au risque de feu de forêt. En 2020, le premier plan de protection des forêts contre les incendies (PDPFCI) a été adopté pour la période 2020-2030. La réglementation des usages du feu à l’air libre et les obligations légales de débroussaillement dans le département des Pyrénées-Atlantiques font l'objet d'une consultation de public ouverte du 16 septembre au 7 octobre 2022,.
Les mouvements de terrains susceptibles de se produire sur la commune sont des mouvements de sols liés à la présence d'argile et des affaissements et effondrements liés aux cavités souterraines (hors mines). Afin de mieux appréhender le risque d’affaissement de terrain, un inventaire national permet de localiser les éventuelles cavités souterraines sur la commune.

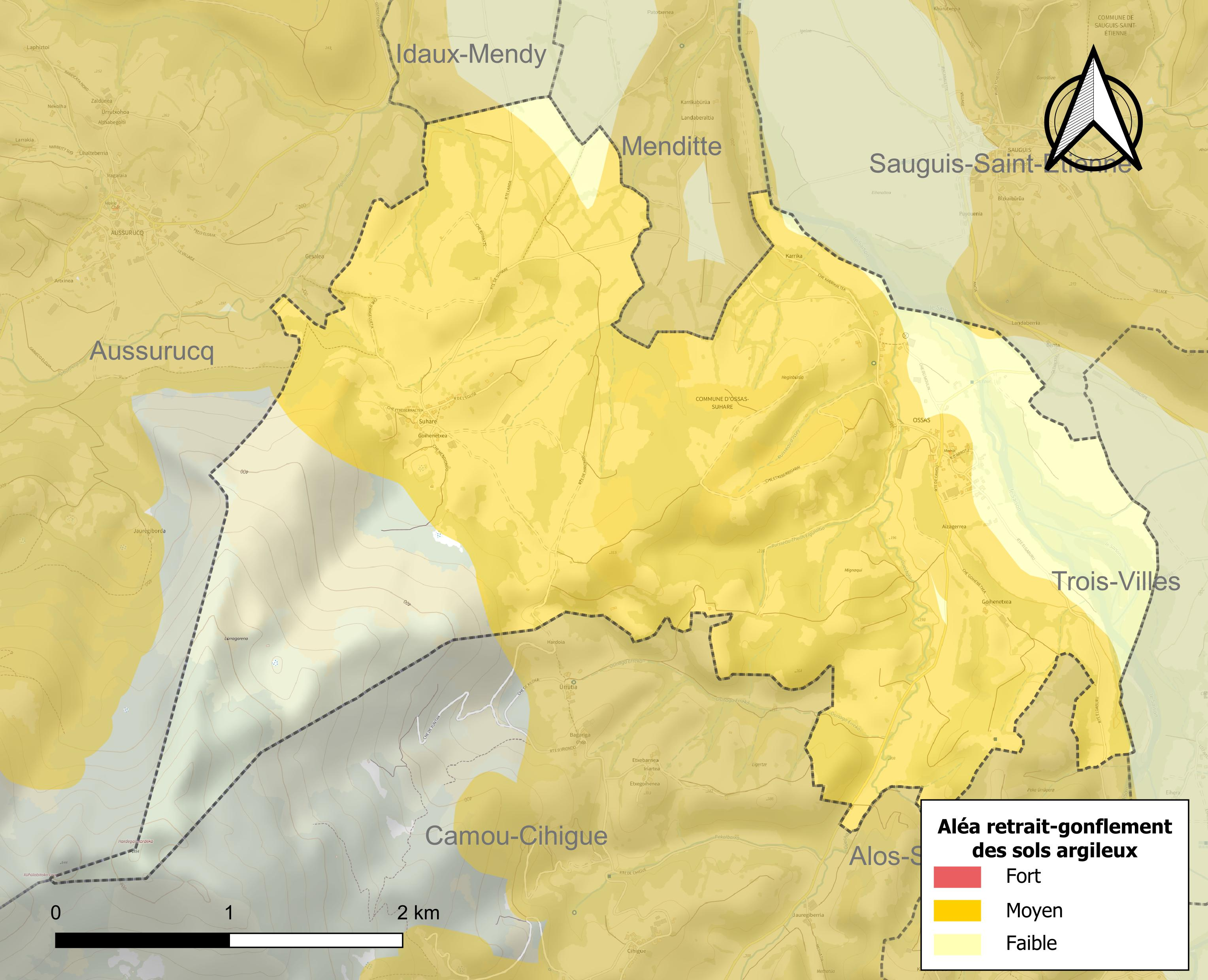
Carte des zones d'aléa retrait-gonflement des sols argileux d'Ossas-Suhare.

Le retrait-gonflement des sols argileux est susceptible d'engendrer des dommages importants aux bâtiments en cas d’alternance de périodes de sécheresse et de pluie. 71 % de la superficie communale est en aléa moyen ou fort (59 % au niveau départemental et 48,5 % au niveau national). Depuis le 1er octobre 2020, en application de la loi ELAN, différentes contraintes s'imposent aux vendeurs, maîtres d'ouvrages ou constructeurs de biens situés dans une zone classée en aléa moyen ou fort,.

#### Risque technologique
La commune est en outre située en aval de barrages de classe A. À ce titre elle est susceptible d’être touchée par l’onde de submersion consécutive à la rupture de cet ouvrage.

## Toponymie

### Attestations anciennes
Le toponyme Ossas est mentionné en 1178 (collection Duchesne volume CXIV), et apparaît sous les formes 
Osas (XIIIe siècle, collection Duchesne volume CXIV) et Ossus (1801, Bulletin des lois).
Le toponyme Suhare est mentionné en 1460 (contrats d'Ohix).

### Graphie basque
Son nom basque actuel est Ozaze-Zühara.

## Histoire

### Préhistoire
La grotte de Gatzarria est un des sites de référence régionaux pour le Paléolithique moyen et supérieur dans l'ouest des Pyrénées. Elle se situe sur la commune de Suhare, au pied du massif des Arbailles, s’ouvrant sur le versant nord-est du mont Hargagne à une altitude d’environ 270 mètres. Depuis longtemps connue, elle n’a révélé sa richesse archéologique qu'en 1950 : des vestiges paléolithiques sont identifiés par Pierre Boucher, professeur et archéologue, alors qu'il accompagne des spéléologues dans une tentative de désobstruction du boyau situé au fond de la cavité. De 1951 à 1953, Pierre Boucher, Georges Laplace et François Bordes effectuent des sondages. En 1965, Georges Laplace dirige les premières fouilles ; interrompues en 1957, il reprend ces travaux de 1960 à 1976.
La stratigraphie du site couvre plusieurs phases du Paléolithique moyen et aussi le passage entre le Paléolithique moyen et plusieurs phases du Paléolithique supérieur ancien. Andoni Sáenz de Buruaga,, et Georges Laplace consacrent plusieurs études aux objets de pierre taillée.
Le matériel archéologique de Gatzarria issu des fouilles Laplace est légué, après son décès en 2004, au Musée national de Préhistoire. Le matériel est par la suite étudié de nouveau (faune, industrie en matières dures animales, industries lithiques) et les datations revues. De nouvelles interprétations sont proposées pour la chronostratigraphie et les industries,,. S'y trouvent notamment une succession d'industries du Quina et du Vasconien.

### XIXesiècle
La commune a été créée le 14 juin 1845 par la réunion des communes d'Ossas et de Suhare.

## Politique et administration
| Période | Période  | Identité              | Étiquette | Qualité |
| ------- | -------- | --------------------- | --------- | ------- |
| 1995    | 2014     | Jean-Pierre Inçagaray |           |         |
| 2014    | En cours | Maite Echeverria      | EHBAI     |         |

### Intercommunalité
La commune fait partie de neuf structures intercommunales :
- la communauté d'agglomération du Pays Basque ;
- le SIGOM ;
- le SIVOM du canton de Tardets ;
- le SIVU chargé du tourisme en Haute-Soule et Barétous ;
- le syndicat AEP du pays de Soule ;
- le syndicat d’assainissement du pays de Soule ;
- le syndicat d’énergie des Pyrénées-Atlantiques ;
- le syndicat intercommunal Arbailla ;
- le syndicat intercommunal pour le soutien à la culture basque.

## Population et société

### Démographie
Le Terrier de Soule de 1675 dénombre sept feux à Suhare.
L'évolution du nombre d'habitants est connue à travers les recensements de la population effectués dans la commune depuis 1793. Pour les communes de moins de 10 000 habitants, une enquête de recensement portant sur toute la population est réalisée tous les cinq ans, les populations de référence des années intermédiaires étant quant à elles estimées par interpolation ou extrapolation. Pour la commune, le premier recensement exhaustif entrant dans le cadre du nouveau dispositif a été réalisé en 2007.

En 2022, la commune comptait 89 habitants, en stagnation par rapport à 2016 (Pyrénées-Atlantiques : +3,78 %, France hors Mayotte : +2,11 %).
| 1793 | 1800 | 1806 | 1821 | 1831 | 1836 | 1841 | 1846 | 1851 |
| ---- | ---- | ---- | ---- | ---- | ---- | ---- | ---- | ---- |
| 225  | 222  | 241  | 166  | 301  | 309  | 447  | 384  | 352  |

| 1856 | 1861 | 1866 | 1872 | 1876 | 1881 | 1886 | 1891 | 1896 |
| ---- | ---- | ---- | ---- | ---- | ---- | ---- | ---- | ---- |
| 344  | 324  | 309  | 280  | 281  | 262  | 250  | 258  | 270  |

| 1901 | 1906 | 1911 | 1921 | 1926 | 1931 | 1936 | 1946 | 1954 |
| ---- | ---- | ---- | ---- | ---- | ---- | ---- | ---- | ---- |
| 244  | 239  | 228  | 211  | 212  | 235  | 219  | 180  | 189  |

| 1962 | 1968 | 1975 | 1982 | 1990 | 1999 | 2006 | 2007 | 2012 |
| ---- | ---- | ---- | ---- | ---- | ---- | ---- | ---- | ---- |
| 166  | 156  | 123  | 71   | 100  | 83   | 83   | 83   | 94   |

| 2017 | 2022 | - | - | - | - | - | - | - |
| ---- | ---- | - | - | - | - | - | - | - |
| 84   | 89   | - | - | - | - | - | - | - |

## Économie
L'activité est essentiellement tournée vers l'agriculture (élevage et pâturages). La commune fait partie de la zone d'appellation de l'ossau-iraty.

## Culture locale et patrimoine

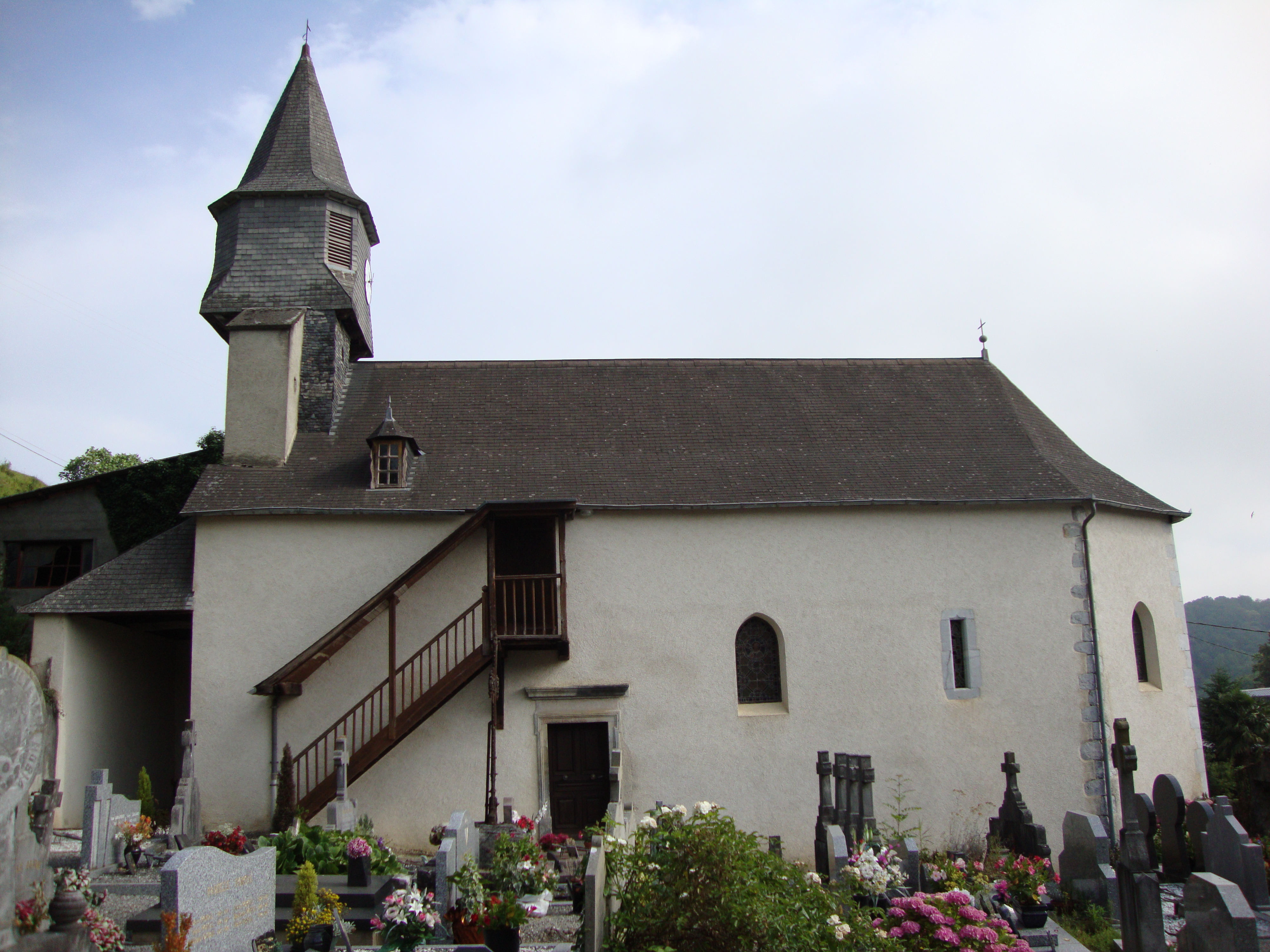
L'église Saint-Cyprien d'Ossas avec escalier extérieur.

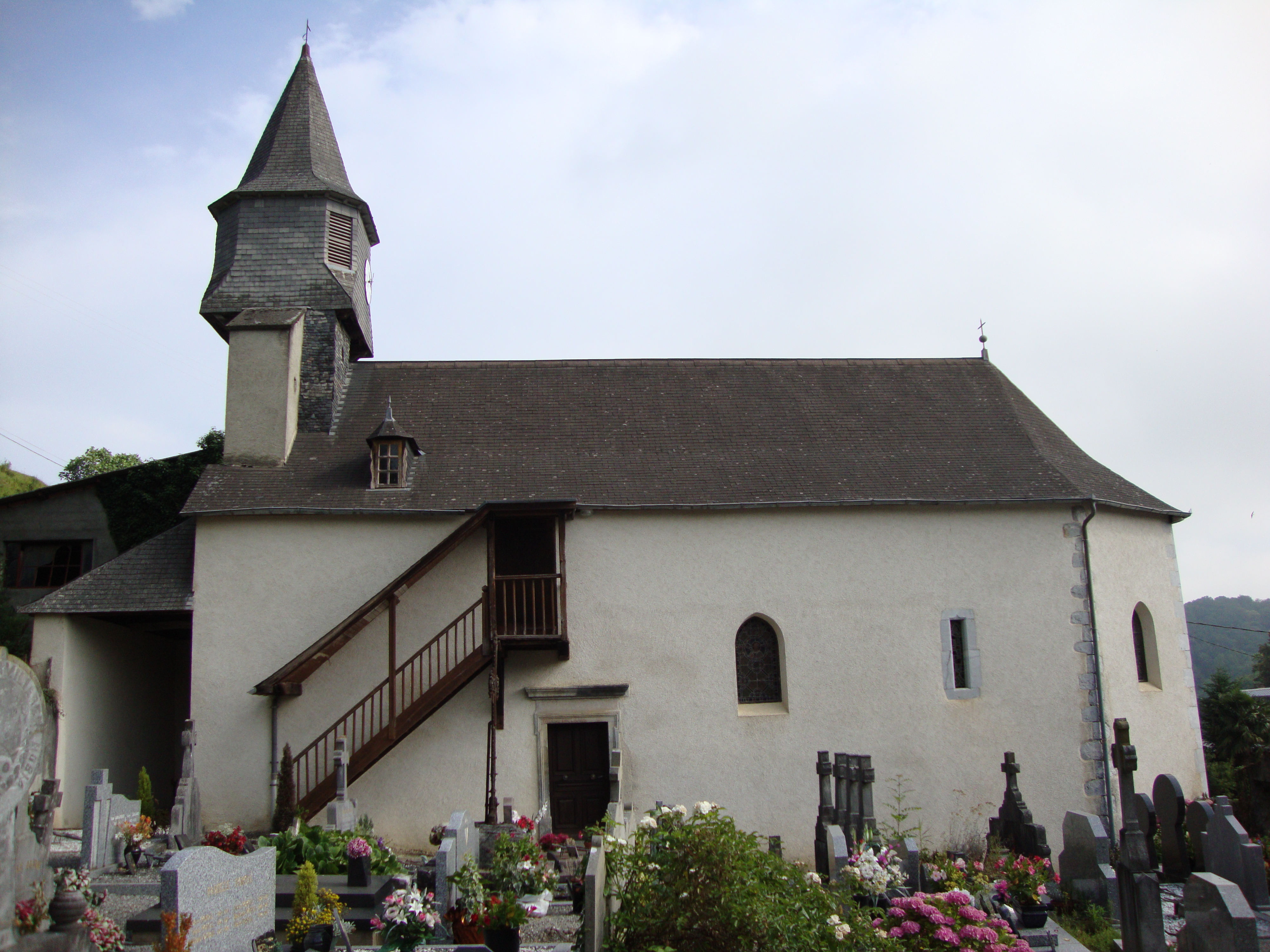
L'église Saint-Cyprien d'Ossas avec escalier extérieur.
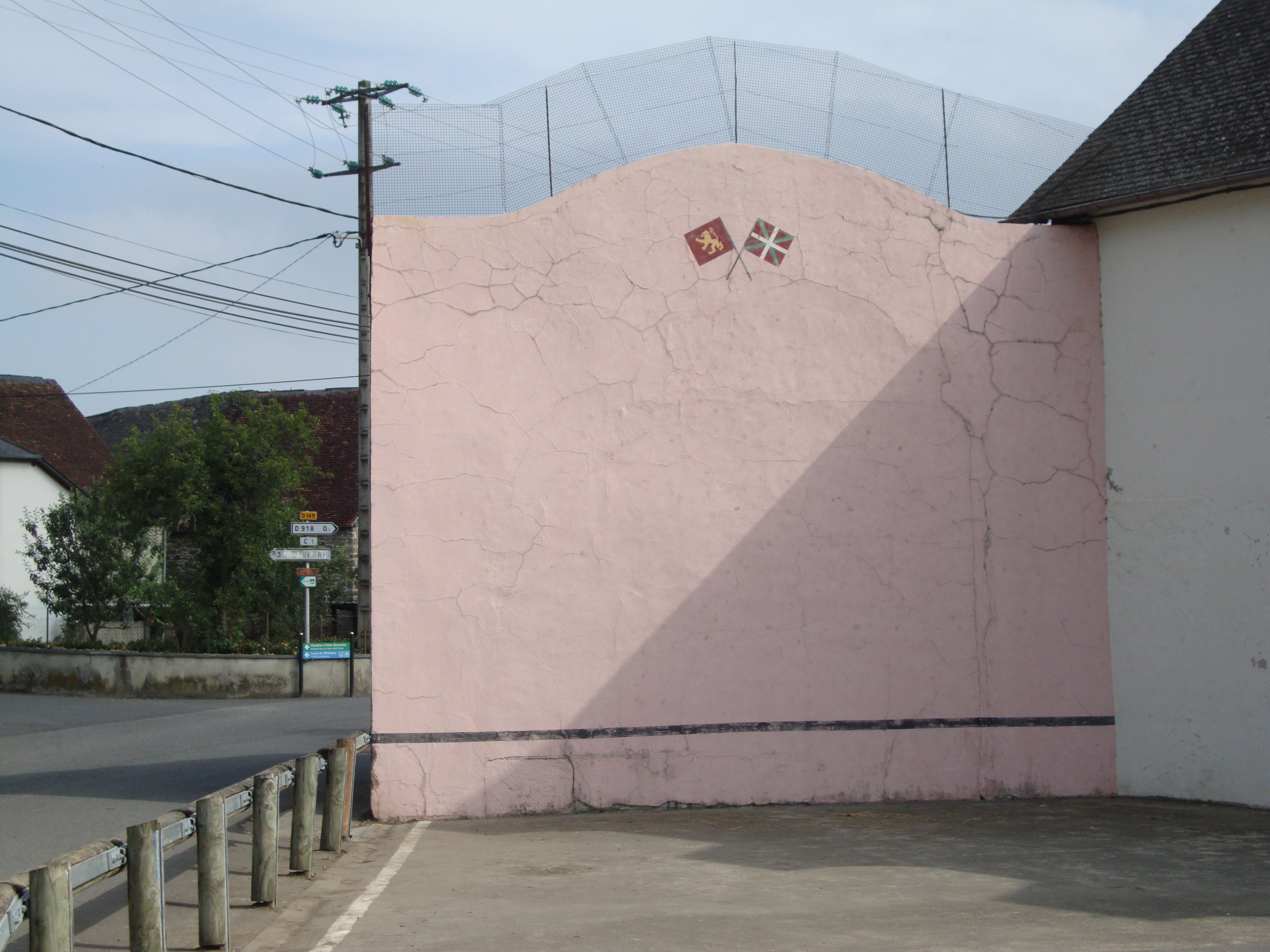
Le fronton d'Ossas.
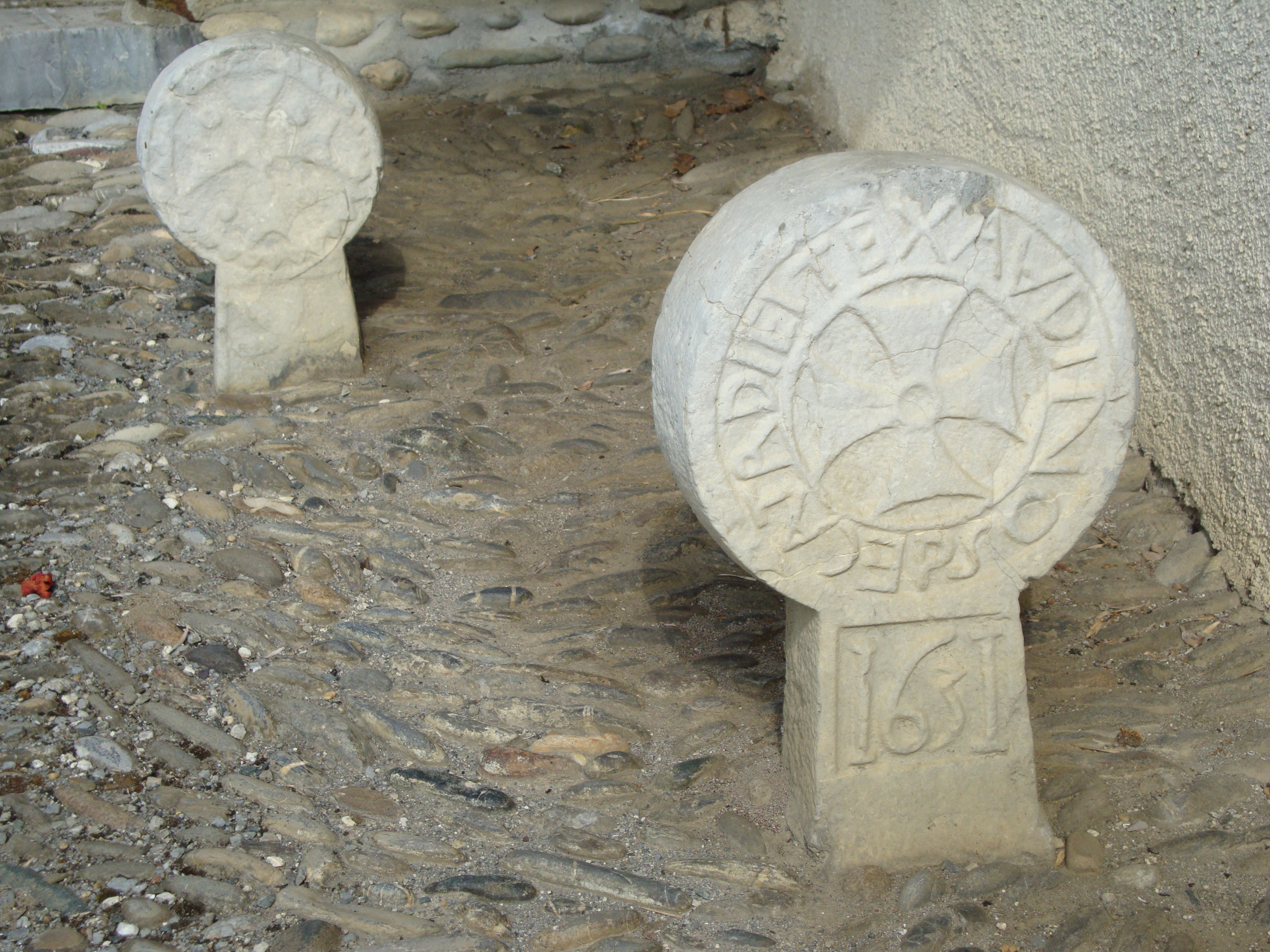
Stèles discoïdales à Ossas.
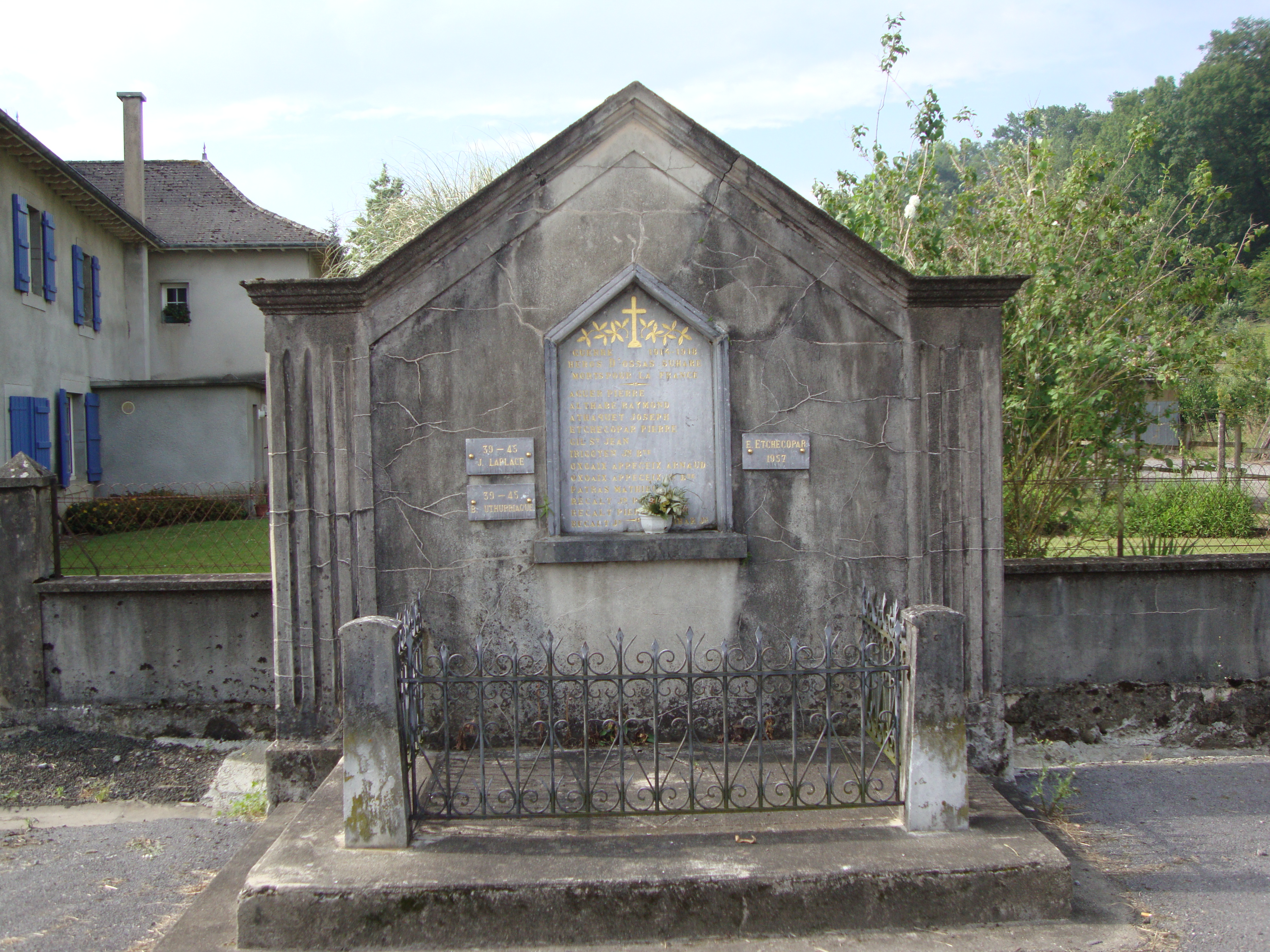
Le monument aux morts d'Ossas.
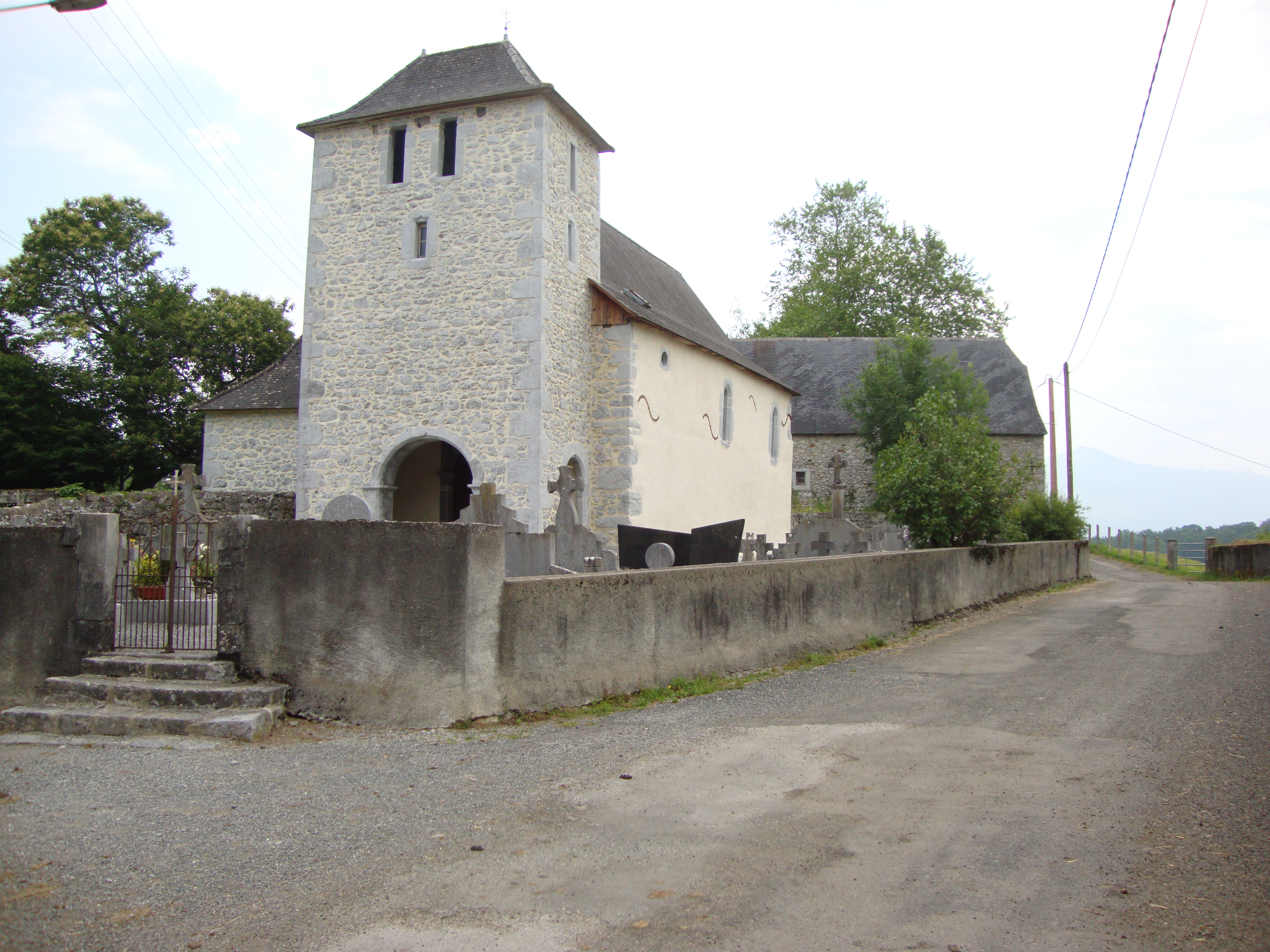
L'église de Suhare.
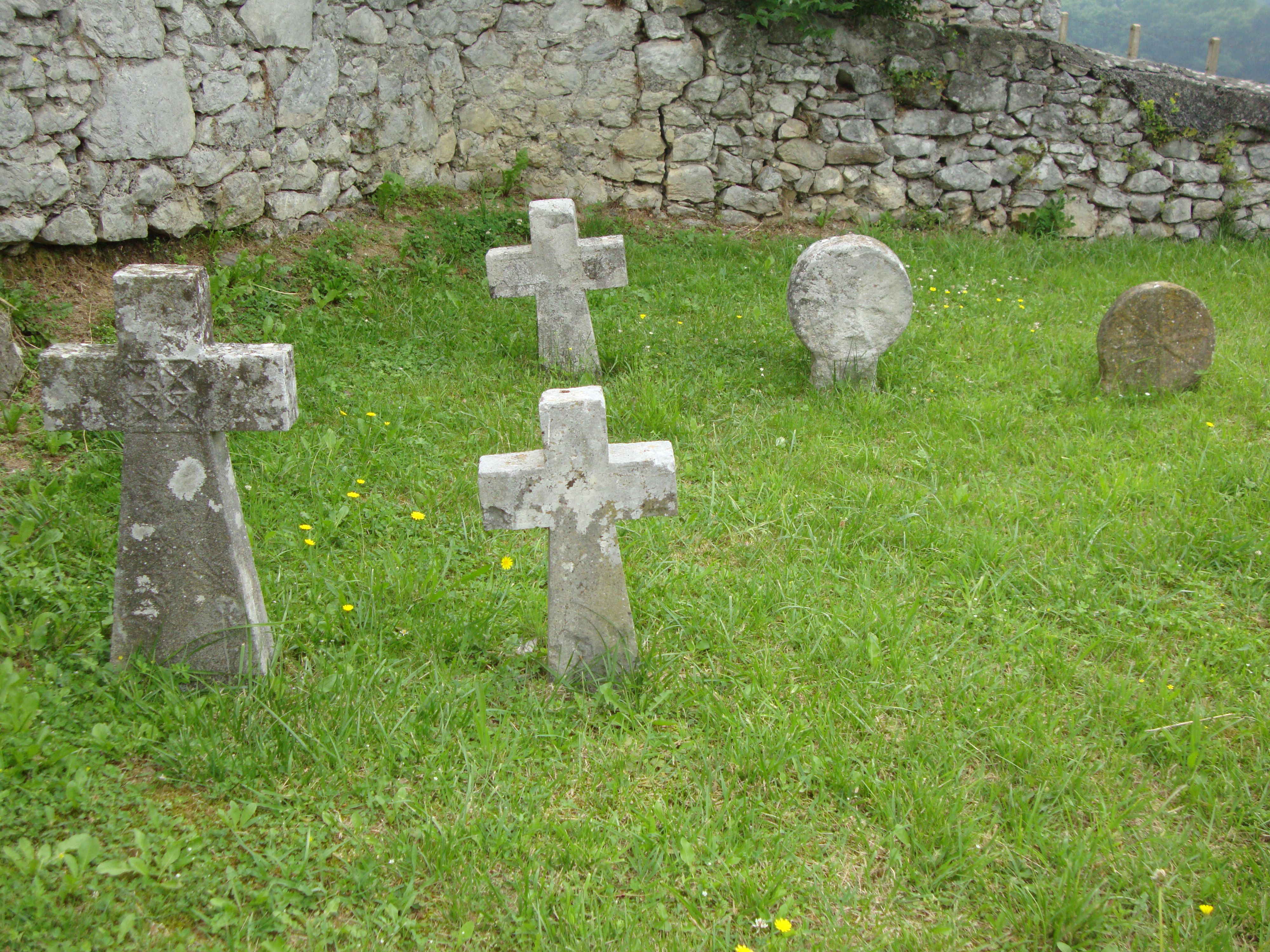
Stèles discoïdales à Suhare.
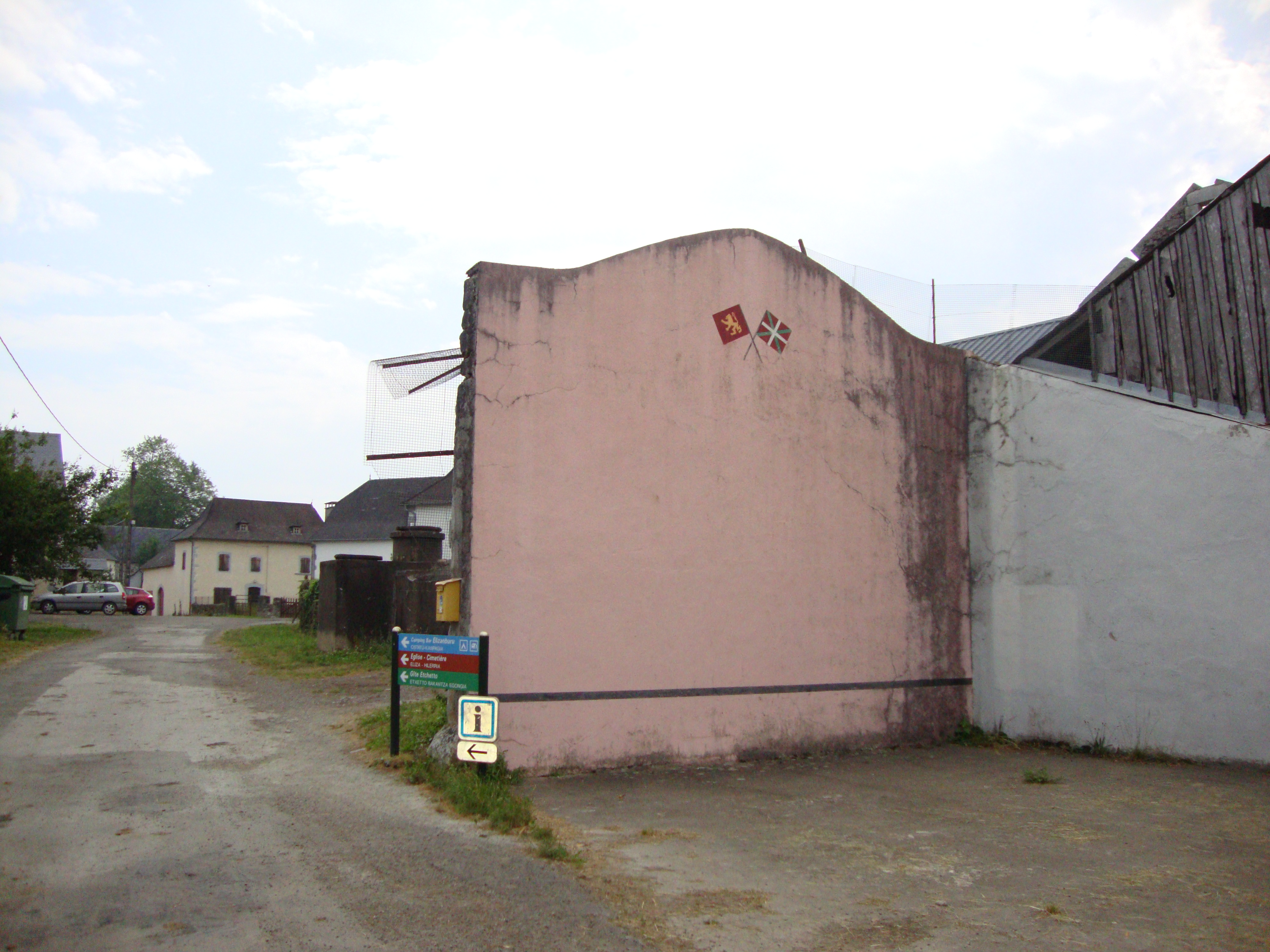
Le fronton de Suhare.

### Patrimoine civil
La grotte Sasiziloaga remonte au Paléolithique supérieur. Elle est située sur les quartiers Harregia et Ezpela. Elle présente des peintures rupestres préhistoriques et a été classée aux monuments historiques en 1953.

### Patrimoine religieux
L'église Saint-Cyprien d'Ossas date de la fin du XIXe siècle. Lors de la restauration de 1987 l'inscription suivante fut mise à jour : « Le peuple françois reconoit l' être suprême et l'imortalité de l'âme » (article I du décret du 18 floréal an II, ou 7 mai 1794, signé par Robespierre). Suhare possède également une église.

## Personnalités liées à la commune
Jean de Jaurgain, historien et généalogiste.